# De 4e Musketier (beweging)
De 4e Musketier (of 4M) is een Nederlandse christelijke mannenbeweging. De beweging is gestart door Henk Stoorvogel en een drietal vrienden. 

## Geschiedenis
Stoorvogel ervoer volgens eigen zeggen in zijn persoonlijke leven eenzaamheid en meende dat deze emotie bij meer mannen leefde. Na een try-out met de vrienden in de Belgische Ardennen begon het viertal in het najaar van 2008 met het eerste zogenaamde Karakterweekend; een survivalweekend waar de deelnemers niet alleen fysiek worden uitgedaagd, maar waarbij ook veel aandacht is voor hun geloofsleven. Bezoekers komen vooral uit evangelische en orthodox-protestantse hoek.
Stoorvogel werd in januari 2015 opgevolgd als directeur door Wim Hoddenbagh. Hoddenbagh moest echter wegens gezondheidsproblemen al snel terugtreden, waardoor Stoorvogel samen met Theo van den Heuvel terugkeerde als directeur.
De 4e Musketier begon verder een zogenaamde Musketiers Marathon waarbij deelnemers 10.000 euro moeten inzamelen voor een goed doel. Het gaat dan om projecten van andere christelijke organisaties als Compassion en Open Doors. Later werd de naam van dit evenement veranderd in Muskathlon. Volgens Peerworks, een fondswervingsbureau, was de Muskathlon in 2015 qua opbrengst het 4e grootste fondswervingsevenement binnen Nederland. In 2015 werd er via de Muskathlon bijna 5 miljoen euro opgehaald.
Ook organiseert de beweging 'events' in evenementenhallen, waar soms enkele duizenden mannen op afkomen. Doordat de grote evenementen meestal gratis waren ging dit ook met risico's gepaard. Dat bleek in 2016 toen De 4e Musketier met een groot financieel verlies bleef zitten.
Een al eerder opererende vergelijkbare beweging voor vrouwen, genaamd Arise, werd in 2017 als label binnen De 4e Musketier ondergebracht.

## Kritiek
De beweging heeft naast succes ook kritiek geoogst. Zo zouden vooral getrouwde mannen worden aangesproken en alleengaanden nauwelijks, en stereotiepe man-vrouwbeelden worden versterkt. Columniste Elma Drayer vond de organisatie een oplossing voor een niet-bestaand probleem: "Als immers ergens de sekserollen nog overzichtelijk zijn verdeeld, dan in hun kringen".